# Steffo Törnquist
Steffo Törnquist, tidigare Bo-Stefan Törnquist, född den 12 januari 1956 i Linköpings församling i Östergötlands län, är en svensk journalist, författare, producent och TV-personlighet. Han är känd för serien Steffos lustjakt och Steffo – din tröst i natten, TV4:s första talkshow 1992–1993 samt som programledare för Nyhetsmorgon i TV4 sedan år 2000.

## Biografi
Törnquist har en lång karriär på olika nyhetsredaktioner, som skrivande journalist eller chef på Expressen, Dagens Nyheter, Corren och TT; dessutom var han en av pionjärerna på TV4. År 1990 var han med att bygga upp TV4, först TV4-nyheterna och Sporten. Åren 1993–95 arbetade han främst på Nyheterna, men programledde också kanalens första talkshow. Åren 1995–2002 verkade han som producent för en rad dokumentärer, däribland En svensk krigare i Vietnam, Djävulens lotteri (om Louise Hoffsten), en dokumentärserie om hjärnan och serien Sprit för TV4. År 2003 gjorde han dokumentären Bengt Elde – mannen med den snälla penseln. Han intervjuade den livstidsdömde Jackie Arklöv 2012.
Törnquist satt i tio år i styrelsen för Bomans Hotell i Trosa samt Spritmuseum på Djurgården i Stockholm. Idag är han delägare och ordförande i Knistad Herrgård, en hotell- och golfanläggning utanför Skövde. Han är också ordförande i skytteklubben Skokloster Wings & Clays, dessutom preses och innehavare av stol No 1 i Spritakademien. Han är också en flitig föredragshållare och moderator. 
Han deltog i 2014 års upplaga av dansprogrammet Let's Dance, där han gick till final och blev tvåa.

### Familj
Steffo Törnquist är sedan 2008 gift med juristen Caroline Törnquist,  ogift Laurin, född 1960, dotter till direktören Ulf Laurin och Christina, ogift Gullander. Han har en son.

## Böcker
Törnquists bok Passion utsågs till "Bästa Essäbok" 2009 av Måltidsakademien i Grythyttan.
Bland hans tidigare böcker kan nämnas Sprit, Lust och Njut. Han har också skrivit en kokbok ihop med Leif Mannerström och Crister Svantesson och medverkat i en rad antologier. 
Hösten 2012 släppte han Steffos Spritbibel. På en internationell bokgala i Louvren i Paris 2013 vann den utmärkelsen ”Best in the world”.
2014 kom Under hatten på Steffo, en personlig bok med ett 20-tal betraktelser om livet, bakom kulisserna i TV, prylar etc.